# 大内登
大内 登（おおうち のぼる、1974年6月3日 - ）は日本のテレビディレクター、テレビプロデューサー、実業家。SWEAT株式会社代表取締役。元お笑い芸人（元ビビる）。福島県郡山市出身。身長177cm、血液型はAB型。福島県立安積高等学校を経て明治大学卒業。既婚者であり子供もいる。

## プロフィール
1995年、大木淳と共にお笑いコンビ「ビビる」を結成。コンビではツッコミを担当していた。その後ラジオのパーソナリティーやテレビのバラエティ番組などで活躍する。
順調に活動の場を広げていた2002年4月、『ビビるの@llnightnippon.com』（ニッポン放送）で、突然「ビビる」からの脱退と芸能界からの引退を表明する。元相方の大木は、コンビ名「ビビる」の名を残し、ビビる大木として活動している。
ビビる脱退後は、一時イタリアンレストランの従業員として勤務の後、芸能事務所レヴィプロダクションズ（現：レプロエンタテインメント）に勤務。同社所属のこずえ鈴（当時。現：フリーディア）、時任三郎の現場マネージャーを担当した。
その後、テレビ番組制作会社のケイマックスに入社、ディレクター・プロデューサー職としてバラエティ番組を裏方として支える。2014年8月の時点ではケイマックスを退職していたことが明らかとなり、2016年6月には元相方の大木によりテレビ番組制作会社の社長になったと語られた。

## エピソード
- コンビ結成当時、すでに芸人として活動していた大木に対して大内は全くの素人であった。
- 一時期、「マセノボルTX」（マセノボルティックス）と改名させられていた。名付け親はネプチューンの名倉潤。
- 2008年9月30日放送の『笑う犬2008秋』でははっぱ隊のコントで久しぶりに出演、元気な姿を見せた。それ以降も『笑う犬』の復活特番には継続的に出演している。
- プロデュース番組『内村さまぁ〜ず』に元相方のビビる大木がゲストMCとして出演する際は、番組最後で大木と共にコントを披露するのが恒例となっている。
- 内村さまぁ〜ず第101回ではロケ地をくじで決めることとなり、その結果大内の家で収録を行った。
- 芸人時代は演技力が高く評価されていた。ネプチューンの堀内健は大内について、コントで難しいとされる普通の人の演技が上手く、ラジオコントでもディレクターに褒められていたと語っており、「もし芸能界に残っていたら俳優に転身していたかもしれない」と評している[4]。
- TOKYO MXにて放送していた『さらば青春の光ふぁいなる』のプロデューサーを務めており、それをきっかけにさらば青春の光 (お笑いコンビ)が個人事務所をつくるまでマネージメントを受け持っていた[5]。

## 主な担当番組
- グータンヌーボ（関西テレビ）
- 内村さまぁ〜ず（内村さまぁ〜ず製作委員会）
- 爆笑 大日本アカン警察（フジテレビ）
- ブラっと嫉妬（関西テレビ）
- イロドリヒムラ（TBS） - 第3話では橋本愛のマネージャー役としてカメオ出演。
- バイキング 金曜日（フジテレビ）
- 住住（日本テレビ）
- 殺意の道程（WOWOWプライム）
- さらば青春の光ふぁいなる（TOKYO MX）